# Dafnotí
Dafnotí är en ort i Grekland.   Den ligger i prefekturen Nomós Ártas och regionen Epirus, i den centrala delen av landet, 280 km nordväst om huvudstaden Aten. Dafnotí ligger 253 meter över havet och antalet invånare är 185.
Terrängen runt Dafnotí är bergig åt nordväst, men åt sydost är den kuperad. Dafnotí ligger nere i en dal. Runt Dafnotí är det glesbefolkat, med 14 invånare per kvadratkilometer. Närmaste större samhälle är Ágios Dimítrios, 5,3 km öster om Dafnotí. I omgivningarna runt Dafnotí växer i huvudsak blandskog.